# Arvydas Sekmokas
Arvydas Sekmokas (ur. 26 grudnia 1951 w Kownie) – litewski ekonomista, informatyk, menedżer, polityk, minister energetyki (2009–2012).

## Życiorys
W 1975 ukończył na Uniwersytecie Wileńskim studia w zakresie informatyki ekonomicznej, uzyskał dyplom inżyniera ekonomisty.
Od 1975 do 1985 pracował jako kierownik działu oprogramowania w instytucie ekonomicznym Litewskiej Akademii Nauk, a od 1986 był głównym technologiem w wytwórni oprogramowania Bitas przy instytucie matematyki i cybernetyki Litewskiej Akademii Nauk. W latach 1991–1992 pełnił funkcję wiceministra gospodarki. Następnie był dyrektorem wykonawczym w przedstawicielstwie International Executive Service Corps na Litwie, a w latach 1995–1997 pełnił analogiczną funkcję w litewskiej filii koncernu Ericsson. Od 1996 do 2000 prowadził prywatną działalność konsultingową. W latach 1999–2004 był dyrektorem wykonawczym i członkiem zarządu spółki Navision Software Baltic. Od 2005 kierował spółką Giritech Baltic, a w latach 2007–2008 przedsiębiorstwem DocLogix.
6 lutego 2009 otrzymał nominację na stanowisko ministra w nowo utworzonym resorcie energetyki w rządzie Andriusa Kubiliusa. Urzędował do końca funkcjonowania tego gabinetu, tj. do 13 grudnia 2012.
W 2015 z ramienia Związku Ojczyzny wybrany na radnego miejskiego w Wilnie.